# Guy Penrod
Guy Penrod (Abilene, 2 juli 1963) is een Amerikaanse gospelzanger.
Penrod zong al van jongs af aan. Na zijn studie aan de Liberty University in Lynchburg (Virginia) werd hij zangleraar aan een privéschool in Georgia. Een jaar later trok hij naar Nashville, waar hij als achtergrondzanger in zowel country- als gospelmuziek aan de slag ging. Hij zong onder andere met Kenny Chesney, Shania Twain, Amy Grant, Michael W. Smith en Garth Brooks.
In de jaren 90 ontmoette hij in de studio Bill Gaither, die hem vroeg als leadzanger voor de Gaither Vocal Band. Penrod zong met de band vanaf 1994. In de herfst van 2008 nam hij een sabbatical, maar in januari 2009 liet Gaither weten dat Penrod de groep verliet om zich te richten op een solocarrière. In 2010 kwam zijn album Breathe deep uit.
Penrod woont met zijn vrouw en hun acht kinderen in Tennessee.

## Discografie (solo)

### Solo
| Titel                                  | Album details                                                         | Peak chart positions | Peak chart positions | Peak chart positions |
| Titel                                  | Album details                                                         | US Christian         | US                   | US Country           |
| -------------------------------------- | --------------------------------------------------------------------- | -------------------- | -------------------- | -------------------- |
| The Best of Guy Penrod                 | - Release date: July 19, 2005 - Label: Gaither Music Group            | 4                    | 92                   | —                    |
| Breathe Deep                           | - Release date: February 23, 2010 - Label: Servant/Spring House       | 7                    | 108                  | 41                   |
| Hymns                                  | - Release date: March 26, 2012 - Label: Servant/Spring House          | 5                    | 85                   | —                    |
| Worship                                | - Release date: May 27, 2014 - Label: Servant/Spring House            | 11                   | 197                  | —                    |
| Christmas                              | - Release date: September, 2014 - Label: Servant/Spring House         | 13                   | —                    | —                    |
| Live: Hymns & Worship                  | - Release date: January 29, 2016 - Label: Servant/Gaither Music Group | 2                    | 167                  | —                    |
| Classics                               | - Release date: March, 2017 - Label: Servant/Gaither Music Group      | —                    | —                    | —                    |
| Blessed Assurance                      | - Release date: February, 2018 - Label: Servant/Gaither Music Group   | 24                   | —                    | —                    |
| "—" denotes unknown or no chart status |                                                                       |                      |                      |                      |